# Georgi Slavkov
Georgi Slavkov (búlgaro: Георги Славков) (11 de abril de 1958 - 21 de enero de 2014) fue un jugador de fútbol búlgaro. Nació en Musomishte, cerca de Gotse Delchev.
Anotó 61 goles en 112 partidos con Botev Plovdiv entre 1976 y 1982. En 1981 ganó el premio Bota de Oro de la France Football. Con el CSKA Sofia jugó entre 1982 y 1986, anotando 48 goles. Luego fue transferido al club francés AS Saint-Étienne. Terminó su carrera en Portugal en 1992.
Entre 1978 y 1983, ganó 37 veces partidos internacionales con Bulgaria y anotó 11 goles.
Georgi Slavkov murió repentinamente el 21 de enero de 2014 en Plovdiv después de sufrir un ataque al corazón a la edad de 55 años.